# Zerg Overmind
Овърмайндът е измислен персонаж от реално времевата стратегия СтарКрафт, създадена от компанията Blizzard Entertainment.
Овърмайндът е гигантско създание съдържащо колективният разум на Зергите. Има поне два Известни Овърмайнда. Оригиналният, който е бил създаден от Ксел Нага е бил най-висш сред Зергите. Неговите сили са били провокирани от Псай Дисруптора на Менгск да отидат на Тарсонис. Тасадар (който по онова време е бил Екзекутор) също отишъл на Тарсонис за да изтреби Зергските сили. На Теранския командир (играч) е заповядано да унищожи Протоските сили. С помощта На Сара Кериган те успяват, но след победата Тераните са нападнати от огромна Зергска войска на Овърмайнда. Зергите хващат Кериган и я Заразяват като я поставят в „Крисалис“. Овърмайнда, Церебратите и Зергската войска се преместват на Чар но там на Едмънд Дюк и Алфа ескадрон е заповядано да си върнат Кериган. Зергите все пак ги побеждават, но Кериган докато е в Крисалиса създава проблеми за Овърмайнда като изпраща Псайоничен вик на враговете на Ятото. Инкубационната ѝ фаза приключва, но Ездачите на Рейнър идват да я спасят. Ятото унищожава Базата на Рейнър. Кериган му казва че тя се харесва каквато е. Но проблемите не свършват Тасадар идва за да премахне Зергската заплаха. Базата му е унищожена, но това било отвличане на вниманието. Тасадар води Зератул със себе си и Церебрата Заз е убит. Но Овърмайнда ненадейно се вмъква в главата му и открива место положението на Айур – планетата на Протосите. Зергите минават през пространствено – времеви портал. Зергите навлизат на Айур с инвазия. Овърмайндът отива на Айур и за кратко става негово седалище докато не бъде убит от Тасадар. Вторият Овърмайнд е създаден чрез обединяването на няколко Церабрета и не е толкова могъщ колкото оригиналния. ОЗД го пленява чрез Ниоуростим наркотици. Накрая бива убит от Зератул и неговите Тъмни тамплиери на планетата Чар. След неговата смърт ролята на Овърмайнд играе Кериган.